# اریوکور

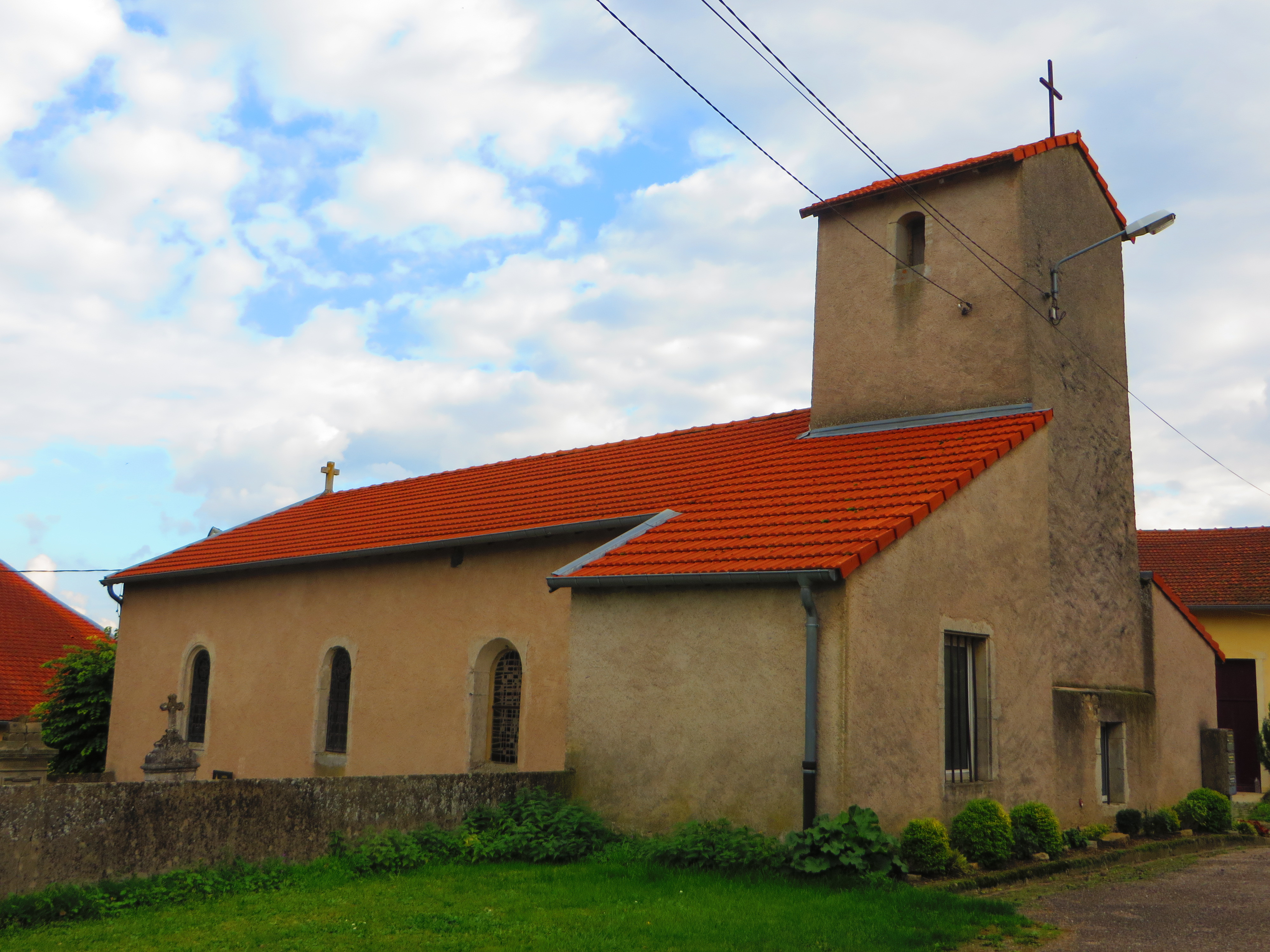
کلیسای اریوکور

اریوکور (به فرانسوی: Oriocourt) یک کمون در فرانسه است که در Canton of Delme واقع شده‌است.

## خصوصیات
اریوکور ۴٫۴۴ کیلومترمربع مساحت و ۵۸ نفر جمعیت دارد و ۲۱۰ متر بالاتر از سطح دریا واقع شده‌است.